# Хайман, Энтони
Энтони Хайман (Anthony (Tony) Arie Hyman; род. 27 мая 1962, Хайфа, Израиль) — британский цитолог. Доктор философии (1988), профессор, член Лондонского королевского общества (2007), иностранный член НАН США (2020). Директор Max Planck Institute of Molecular Cell Biology and Genetics (с 1999) в Дрездене. Профессор Дрезденского технического университета.

## Биография
Изучал биологию и зоологию. Окончил Университетский колледж Лондона (бакалавр зоологии с отличием, 1984). В 1981 году работал там исследовательским ассистентом. Степень доктора философии по молекулярной цитологии получил в кембриджском Кингс-Колледже в 1988 году (научный руководитель — John Graham White). В 1988—1992 гг. — постдок Калифорнийского университета в Сан-Франциско (в лаборатории профессора Tim Mitchison).
Затем возвратился в Европу, в 1993—1997 гг. — групп-лидер EMBL в Гейдельберге, в 1998—1999 гг. — приглашенный старший учёный.
С 1999 года — директор-основатель Max Planck Institute of Molecular Cell Biology and Genetics в Дрездене, в 2010—2013 гг. — управляющий директор.
Профессор Дрезденского технического университета (2002).
Член EMBO (2000) и ASCB (1996).
В 2022 году получил премию Кёрбера за открытие нового состояния биологической материи — нестабильного немембранного конденсата белков во внутриклеточной жидкости, который позволяет лучше понять болезнь Альцгеймера и другие нейродегенеративные заболевания.
Супруга — американский учёный Сьюзан Итон (1959—2019), двое детей.

## Награды и отличия
- EMBO Gold Medal[англ.] (2003)
- Премия имени Лейбница (2011)
- Schleiden Medal[англ.] Леопольдины (2017)
- Премия Уайли (2020)
- Keith R. Porter Lecture[англ.] (2020)
- NOMIS Distinguished Scientist and Scholar Award (2020)[9]
- HFSP Nakasone Award[нем.] (2021)
- Премия Кёрбера (2022)